# Lisina (Czarnogóra)
Lisina (cyr. Лисина) – wieś w Czarnogórze, w gminie Plužine. W 2011 roku liczyła 16 mieszkańców.